# Temps newtonien
 (avril 2008).
En physique, le temps newtonien définit un temps absolu qui est le même en tout point de l'Univers et indifférent au mouvement. Il a été introduit par Isaac Newton en 1687 dans ses Principia Mathematica. En 1905, Albert Einstein démontre que le temps physique n'est pas newtonien.
L'idée essentielle est que le temps newtonien n'est plus un paramètre unicursal. Cela signifie que changer d'échelle de grandeur temps par une fonction t' = f(t) ne demande pour la vitesse qu'un changement V' = V/f'(t), ce qui est simplement l'expression naturelle d'un changement d'unités. Par contre au niveau de l'accélération, un nouveau terme apparaît, via f"(t). Il n'est donc pas possible de changer d'échelle de temps newtonien.
Le fait que toutes les horloges de Newton indiquent le même temps t rend ce temps, dit newtonien, universel et parfaitement bien défini conceptuellement. Expérimentalement, cela dépend de la précision des horloges : actuellement, la précision différentielle entre deux horloges est de 100 picosecondes, voire 10 picosecondes, cependant l'exactitude du Temps atomique international est à moins de 50ns. Le temps des éphémérides, créé en 1960, était tel que l'année tropique 1900 contenait par définition 31.556.925,9747 secondes. Ce temps a été abandonné en 1967.
Les futures horloges optiques à ions piégés permettront une précision relative de 10-17, alors que l'horloge à césium actuelle, fonctionnant à 9,192 631 77 GHz permet une précision de 10-15.
Si la vie des hommes est rythmée par l'alternance jour-nuit, le TAI, corrigé de tous les effets de relativité, en est indépendant. Rien ne contraint ce temps à rester calé sur la rotation terrestre, comme on le fait actuellement pour l'UTC qui en est dérivé et reste calé grâce à des secondes intercalaires.

## Temps cinématique
Soit un mouvement décrit par un point matériel M sur une courbe, où l'abscisse curviligne sera nommée s. Le mouvement est donné par le diagramme horaire: s = s(t).
À ce stade, le paramètre t est le temps cinématique avec une grandeur définie à une échelle près, c’est-à-dire qu'on peut le remplacer par toute autre  grâce à une fonction monotone croissante de t' = f(t). Comme pour la température Celsius ou Réaumur ou Farenheit, la valeur numérique indiquée par l'horloge doit obligatoirement être fournie avec son abaque de correspondance avec d'autres horloges, pour avoir une traçabilité de la mesure.
Le temps cinématique est donc ce qu'on appelle une grandeur repérable mais non mesurable.

## Temps dynamique
Le temps dynamique absolu, dit souvent newtonien, est celui introduit par Newton dans les Principia (1687) : il permet de définir le temps, à une origine près, et à une unité près (la seconde, le jour, le siècle, etc). Ce temps est universel ; c'est une grandeur mesurable par toute horloge fonctionnant selon la définition suivante : 
Le temps absolu est le paramètre réel qui intervient dans la loi (dite no 2) de Newton, appelée souvent PFD (Principe Fondamental de la Dynamique) du point matériel :
{\displaystyle {\vec {F}}=m{\frac {d{\vec {V}}}{dt}}},  avec {\displaystyle {\vec {V}}={\frac {d{\vec {OM}}}{dt}}}
où F est une "bonne description" de l'action du milieu extérieur sur la particule ponctuelle M, de masse m (réel positif).
Alors la résolution de cette équation différentielle d'ordre deux donne le mouvement de M, et donc la donnée de l'abscisse curviligne s = s(t). D'où la fonction réciproque t = t(s), qui définit l'horloge de ce problème, via la mesure précise de l'abscisse s.
Newton a dit que cette loi est universelle et donc toutes les horloges fonctionnant sur ce principe indiquent le même temps : le temps dynamique absolu.

## Exemple: mouvement dans unpuits de potentiel
Voici deux horloges simples pour illustrer cette définition.

### L'horloge de Galilée-Torricelli-Huygens
Dans le vide, on lâche une petite masse sphérique M qui rebondit "parfaitement" sur un marbre horizontal.
Ce problème s'appelle problème de la chute libre, la trajectoire est verticale, et la résolution du problème a conduit Galilée (1564-1642) à écrire :
{\displaystyle z(t)={\frac {1}{2}}gt^{2}}.
Au bout du temps :
{\displaystyle To={\sqrt {\frac {2H}{g}}}}
La masse M rebondit parfaitement sur le marbre et recommence son mouvement en sens inverse, remontant à la hauteur H. Elle atteint sa position de départ au temps 2 To, et recommence indéfiniment ce mouvement périodique de période 2 To.
Tout mouvement sans frottement dans un puits de potentiel, définit ainsi une fonction périodique s(t), dont la fonction réciproque définit une horloge absolue.

### L'horloge à balancier de Huygens
La plus commune est certainement l'horloge à balancier de Huygens (1629-1695). En effet, même si le mouvement du centre de gravité est relativement difficile à exprimer, l'horloge présente l'immense avantage que la déperdition inévitable d'énergie est compensée par l'énergie fournie par la chute lente de poids grâce au mécanisme de l'échappement à ancre, selon une manière bien calculable.
Une bonne horloge à balancier donne le dixième de seconde sur la journée. On la recale chaque midi sur l'horloge astronomique plus précise. C'est donc un simple garde-temps, ou horloge esclave, pilotée par l'horloge céleste.

## Exemple: mouvement àforce centrale
Tout  mouvement à force centrale satisfait la deuxième loi de Kepler:
{\displaystyle r^{2}{\frac {d\theta }{dt}}=cste=C}
L'aire balayée est donc une excellente horloge absolue, cependant la difficulté pratique est de mesurer r(t) à chaque instant.
La Terre orbite autour du Soleil en un an selon une ellipse de Kepler : le paramètre aisément mesurable est l'angle polaire. Celui-ci varie selon une équation compliquée, dite équation du temps de Kepler, mais dont on sait évaluer numériquement la fonction réciproque avec la précision que l'on veut. Après chaque passage à l'équinoxe, le mouvement se répète à l'identique, d'après le calcul de Newton de 1684.
En réalité, ce n'est pas tout à fait vrai, car il faut entre autres tenir compte de l'influence non négligeable de la Lune, du soleil et de toutes les planètes, en particulier Jupiter. En définitive on connaît cet angle avec une précision relative de 10-11.
On peut construire ainsi des éphémérides pour le mouvement de différents corps célestes, tous les temps donnés par ces différentes horloges coïncident. Il s'agit du principe retenu pour définir le temps des éphémérides.

## Le temps atomique
On sait construire depuis l'avènement des masers et des lasers en 1960, des oscillateurs ultra-stables, pilotés par l'oscillation d'une molécule. Ces horloges ont une précision bien plus grande que celle de l'horloge "Terre en révolution", d'où le choix de ces horloges pour définir l'unité de temps en 1967.
Cependant, la rotation de la Terre ralentit légèrement et comme par commodité anthropomorphique on veut que minuit reste au milieu de la nuit, on recale le temps universel coordonné, dérivé du temps atomique international, par une seconde intercalaire quand il le faut. Le temps universel coordonné ou UTC a remplacé l'ancienne référence, maintenant historique, du Greenwich Meridian Time ou GMT'

## Changement affine de l'échelle de temps
L'équation du PFD ne change pas si on change le temps de manière affine par :
{\displaystyle t'=t_{o}+kt}
On a ici simplement changé la date d'origine et l'unité de temps. Un exemple est le suivant : la date calendaire grégorienne est en correspondance affine avec la date calendaire musulmane. Cela ne change rien aux phénomènes observables.

## Changement non affine de l'échelle de temps
Il est par contre plus subtil d'examiner comment se transforment les lois de Newton en choisissant un paramètre temps qui n'est pas un temps non absolu, mais qui reste une échelle de temps. Réciproquement, on peut se demander comment déterminer précisément, par l'observation, que le déroulement du temps est bien "absolu" : cette question est exactement le pendant, du point de vue temporel, de la question de savoir si un référentiel est bien galiléen ; par exemple, on n'a pu savoir que la Terre ne tournait pas "rond" (sous-entendu : le paramètre succession jour-nuit n'est pas un temps absolu) que parce que cette question a pu être tranchée.